# فیلم در ۲۰۰۵
در سالی که گذشت در عرصه سینمای جهان اتفاقات زیادی به وقوع پیوست: از برگزاری جشنواره‌های بزرگ و ساخت پروژه‌های سینمایی گرفته تا اهدای جوایز و درگذشت چهره‌های مشهور سینمایی.
در زیر به اختصار در سه بخش مجزای جشنواره‌ها، جوایز و در حاشیه سینما به بررسی اتفاقاتی می‌پردازیم که طی یک سال گذشته در عرصه سینمای جهان به وقوع پیوسته‌است:

## جشنواره‌ها
- برگزاری سومین جشنواره بین‌المللی مستند کپنهاگ دانمارک.
- برگزاری شصت و دومین جشنواره بین‌المللی فیلم ونیز.
- برگزاری پنجاه و هشتمین جشنواره بین‌المللی فیلم لوکارنو.
- برگزاری سی‌امین جشنواره بین‌المللی فیلم مونترال در کشور کانادا. (با حضور بیش از ۳۳۵ فیلم از کشورهای مختلف جهان)
- برگزاری چهل و سومین جشنواره فیلم نیویورک.
- برگزاری جشنواره فیلم آمریکایی دوویل در فرانسه.
- برگزاری یازدهمین جشنواره فیلم سارایووجشنواره بین‌المللی فیلم سارایوو.
- برگزاری هجدهمین جشنواره بین‌المللی فیلم توکیو.
- برگزاری پنجاه و سومین جشنواره بین‌المللی فیلم سن‌سباستین.
- برگزاری دومین جشنواره بین‌المللی فیلم اوراسیا در قزاقستان.
- برگزاری دوازدهمین جشنواره بین‌المللی فیلم‌های آسیایی وزول.
- برگزاری جشنواره فیلم اروپایی سویل در اسپانیا.
- برگزاری چهل و دومین جشنواره فیلم اسب طلایی و جوایز در تایوان.
- برگزاری چهاردهمین جشنواره بین‌المللی فیلم دمشق در سوریه.
- برگزاری جشنواره بین‌المللی فیلم استکهلم در سوئد.
- برگزاری جشنواره فیلم ساندنس (جشنواره فیلم‌های مستقل از هالیوود) به ریاست رابرت ردفورد در آمریکا.
- برگزاری جشنواره بین‌المللی فیلم دبی در امارات متحده عربی.
- برگزاری بیست و نهمین جشنواره بین‌المللی فیلم قاهره در مصر.
- برگزاری جشنواره بین‌المللی فیلم کرالا.
- برگزاری بیست و یکمین جشنواره بین‌المللی فیلم سانتا باربارا.
- برگزاری هفدهمین جشنواره بین‌المللی فیلم کوتاه پالم اسپرینگز.
- برگزاری جشنواره بین‌المللی فیلم کلرمون در کشور فرانسه.
- برگزاری پنجاه و ششمین جشنواره بین‌المللی فیلم برلین.
- برگزاری جشنواره برمودا.
- برگزاری جشنواره بین‌المللی فیلم بانکوک.
- برگزاری هفتاد و هشتمین مراسم اسکار در لس‌آنجلس.

## جوایز
- ویم وندرس، کارگردان مشهور سینمای آمریکا برنده جایزه افتخاری پنجاه و هشتمین جشنواره لوکارنو شد.
- جایزه شیر طلایی شصت و دومین جشنواره ونیز به استفانیا ساندرلی، بازیگر ایتالیایی و هایائو میازاکی، کارگردان برجسته ژاپن برای یک عمر فعالیت درخشان سینمایی رسید.
- عباس کیارستمی کارگردان ایرانی برنده جایزه افتخاری پلنگ طلایی پنجاه و هشتمین جشنواره لوکارنو شد.
- فیلم آمریکایی نه زندگی به کارگردانی رودریگو گارسیا، جایزه پلنگ طلایی پنجاه و هشتمین جشنواره بین‌المللی فیلم لوکارنو را از آن خود کرد.
- برای دومین سال پیاپی جایزه ویژه هیئت داوران پنجاه و هشتمین جشنواره فیلم لوکارنو به کشور ژاپن رسید.
- فیلم تصادف به کارگردانی پل هگیس برنده جایزه فیلم برگزیده جشنواره فیلم دوویل شد.
- آتش‌سوزی غیرعمدی در یکی از سالن‌های نمایش مصر ۳۱ نفر کشته و تعداد زیادی زخمی بر جای گذاشت.
- جورج کلونی، برنده جایزه طلایی بهترین بازیگر شصت و دومین جشنواره بین‌المللی فیلم ونیز شد.
- فیلم وسترن معاصر کوهستان بروکبک به کارگردانی انگ لی برنده جایزه طلایی شصت و دومین دوره از رقابت‌های ونیز شد.
- فیلم کوهستان بروکبک به کارگردانی انگ لی برنده چهار بخش از مجموع جوایز گلدن گلوب شد.
- جایزه اتحادیه تهیه‌کنندگان آمریکایی به کوهستان بروکبک رسید.
- فیلم کوهستان بروکبک به کارگردانی انگ لی در چهار بخش برنده جایزه بفتا شد.
- فیلم کوهستان بروکبک، برنده دو جایزه مستقل اسپریت شد.
- فیلم‌های مواجهه و کوهستان بروکبک برنده جوایز برترین فیلمنامه سال شدند.
- جایزه یک عمر دستاورد حرفه‌ای جشنواره بین‌المللی فیلم سن‌سباستین اسپانیا به بن گازارا و ویلیام دفو، بازیگران آمریکایی، اعطا شد.
- جایزه صدف طلایی پنجاه و سومین جشنواره سن‌سباستین به فیلم چیزی شبیه خوشبختی به کارگردانی بهدان اسلاما محصول جمهوری چک اعطا شد.
- سه جایزه اصلی جشنواره بین‌المللی فیلم توکیو به فیلم ژاپنی ره‌آورد برف به کارگردانی کیچیتارو نگیشی رسید.
- شون کانری، بازیگر هالیوودی برنده جایزه یک عمر دستاورد حرفه‌ای مؤسسه فیلم آمریکا شد.
- فیلم فرانسوی ضربان قلب من متوقف شده‌است برنده جایزه جشنواره بین‌المللی فیلم سویل در اسپانیا شد.
- جنب و جوش کنگ فو، اسب طلایی را از آن خود کرد.
- مستند خانه مادر بزرگ من برنده جایزه برتر جشنواره بین‌المللی فیلم اسپانیا شد.
- جایزه افتخاری بیست ویکمین جشنواره بین‌المللی فیلم سانتا باربارا به جیمز کامرون رسید.
- فیلم گیلانه به کارگردانی رخشان بنی‌اعتماد برنده جایزه بهترین فیلم سال در جشنواره فیلم کارا شد.
- محمد علی کلی جایزه صلح آلمان را دریافت کرد.
- گری دموس، کارشناس تصاویر کامپیوتری سینما، در هفتاد و هشتمین مراسم اسکار، برنده جایزه گوردون ای. سویر شد.
- فیلم سگ‌های ولگرد ساخته مرضیه مشکینی جایزه بهترین فیلم سینمایی را از جشنواره برمودا دریافت کرد.
- فیلم دنیای اسرارآمیز کلمات برنده جایزه برتر سینمای اسپانیا مشهور به اسکار اسپانیایی شد.
- تقدیر از جورج کلونی در جشنواره فیلم سانتا باربارا.
- انیمیشن اکشن و کمدی والاس و گرومیت به کارگردانی استیو باکس و نیک پارک جایزه برتر آنی را از آن خود کرد.
- پارک چان ووک، کارگردان کره جنوبی برای دومین بار برنده جایزه بهترین کارگردانی جشنواره بین‌المللی فیلم بانکوک شد.
- جایزه جشنواره تورنتو به فیلم استرالیایی هر دو راه بنگر رسید.
- تام کروز، بازیگر هالیوودی، کتی هلمز نامزد فعلی او و نیکول کیدمن، همسر سابق وی یک روز پیش از برگزاری هفتاد و هشتمین مراسم اسکار برنده جوایز طلایی رازی، جایزه بدترین‌های سال شدند.
- فیلم تصادف برنده جایزه اسکار بهترین فیلم سال شد.
- انگ لی برنده جایزه اسکار بهترین کارگردان سال شد.
- فیلم رژه پنگوئن‌ها برنده جایزه بهترین فیلم مستند سال شد.

## در حاشیه سینما
- آکادمی علوم و هنرهای سینمایی به منظور عدم تلاقی مراسم اسکار با اختتامیه المپیک‌های زمستانی در ایتالیا، زمان برگزاری جشنواره اسکار را به تعویق انداخت.
- حضور عباس کیارستمی و نیکی کریمی در افتتاحیه جشنواره لوکارنو.
- استعفای رئیس و نائب رئیس جشنواره لوکارنو پس از پنج سال.
- به دلایل امنیتی، تعداد فیلم‌های پذیرفته شده در شصت و دومین دوره از رقابت‌های ونیز از ۷۱ فیلم در سال ۲۰۰۴ به ۵۴ فیلم در سال جاری رسید.
- ساخت فیلم جدیدی توسط مایکل مور، کارگردان آمریکایی ضد بوش و نقد فساد موجود در سیستم بهداشتی این کشور.
- در پی وقوع طوفان و سیل در شهر مومبای هند صنعت سینمای بالیوود متحمل بیش از یازده میلیون و ۵۰۰ هزار دلار شد.
- دستگیری سه مستندساز اروپایی در کشور پاکستان توسط مقامات دولت این کشور.
- اعتراض سازمان خبرنگاران بدون مرز به دستگیری سه مستندساز اروپایی در کشور پاکستان.
- درگذشت الکساندر گولیتزن، کارگردان هنری فیلم اسپارتاکوس و برنده ۱۲ جایزه اسکار.
- آغاز پروژه سینمایی و جنجال‌برانگیز رمز داوینچی با اقتباس از کتاب پرفروش دن براون و اعلام مخالفت کلیساهای کاتولیک.
- تفرقه و جدال کلیساهای انگلستان در پی انتشار صدور اجازه فیلمبرداری فیلم رمز داوینچی در کلیسای جامع لینکولن شایر این کشور.
- انتخاب ویتزلاو جانداک، یکی از بازیگران مشهور سینمای چک در دوران حکومت کمونیست به عنوان وزیر فرهنگ دولت جمهوری چک.
- شکایت یک زوج استرالیایی از جیمز کامرون و ادعای این مطلب که این کارگردان آمریکایی ایده فیلم ترمیناتور را از آنها دزدیده‌است.
- سفر شان پن به ایران به عنوان خبرنگار روزنامه سان فرانسیسکو کرونیکل.
- درگذشت براک پیترس یکی از بازیگران فیلم هالیوودی کشتن مرغ مقلد.
- گرامیداشت نودمین سالروز تولد اینگرید برگمن در برخی از کشورهای جهان.
- فیلم کوتاه سرقت مقبره کلئوپاترا به کارگردانی ژرژ ملی‌یس محصول سال ۱۸۹۹ پس از گذشت حدود یک قرن از گم شدن آن، سرانجام در فرانسه پیدا شد.
- بازگشت فرانسیس فورد کاپولا به عرصه کارگردانی پس از گذشت هشت سال دوری از سینما.
- قرار گرفتن اسپیلبرگ و جرج لوکاس در فهرست پولدارترین‌های جهان.
- مخالفت سیاسیون و هنرمندان پاکستان با نمایش فیلم‌های هندی.
- ممانعت آکادمی اسکار از ورود ایتالیا به بخش فیلم‌های خارجی.
- پس از گذشت ۲۰ سال از ممنوعیت نمایش عمومی فیلم‌های سینمایی در کشور عربستان، دولت این کشور سینما را تنها در بخش نمایش کارتون آزاد کرد.
- جکی چان بازیگر هنگ‌کنگی برنده جایزه خروس طلائی در سخ بهترین بازیگر مرد سال شد.
- هفتاد و هشتمین مراسم اسکار با رکوردی بی‌سابقه، در بخش فیلم‌های خارجی زبان میزبان ۵۸ کشور جهان بود.
- هم‌زمان با شصت و پنجمین سالروز تولد بروس لی، از تندیس او پرده‌برداری شد.
- فیلم رفقای خوب به کارگردانی مارتین اسکورسیزی براساس آمار به‌دست آمده توسط مجله توتال فیلم آمریکا، به‌عنوان برجسته‌ترین فیلم تاریخ سینمای جهان معرفی شد.
- کناره‌گیری ژرار دوپاردیو، بازیگر نقش ژان وال ژان در فیلم بینوایان از عرصه سینما.
- مجله آمریکایی توتال فیلم، فیلم بتمن آغاز می‌کند را به عنوان محبوب‌ترین فیلم سال ۲۰۰۵ میلادی معرفی کرد.
- هری پاتر برترین شخصیت تخیلی سینمای جهان نام گرفت.
- دعوت جشنواره بین‌المللی فیلم برلین از جوانان علاقه‌مند به سینما، برای عضو شدن در هیئت داوران دوره بعدی این جشنواره.
- حضور سه فیلم ایرانی ساخته ابوالفضل جلیلی، محسن مخملباف و امیر نادری در بخش اکران ویژه ششمین جشنواره بین‌المللی فیلم توکیو.
- درگذشت مصطفی عقاد، کارگردان فیلم محمد رسول‌الله.
- شون کانری، بازیگر هالیوودی برنده جایزه یک عمر دستاورد حرفه‌ای مؤسسه فیلم آمریکا شد.
- کناره‌گیری اسکورسیزی از پروژه‌های بزرگ هالیوود.
- حضور مجید مجیدی در چهاردهمین جشنواره بین‌المللی فیلم دمشق.
- آغاز پروژه مرکز تجارت جهانی توسط الیور استون و اعتراض نیویورکی‌های داغدیده این حادثه به ساخت این فیلم.
- فراخوان سازمان ملل از کشورهای جهان برای شرکت در دومین جشنواره بین‌المللی فیلم مستند با موضوع نقش سازمان ملل در کمک به کشورها برای رسیدن به اهداف توسعه هزاره و بالاخص کاهش فقر و گرسنگی.
- درگذشت پت موریتا، بازیگر آمریکایی نقش آقای میاگی در فیلم بچه کاراته‌کار.
- ارائه طرح‌های جدید مبارزه با تأثیرات فرهنگی هالیوود و انحصار طلبی آن در میان فیلمسازان آسیایی.
- درگذشت راماناند ساگار، تهیه‌کننده مشهور سینمای در بمبئی.
- فیلم هری‌پاتر و جام آتش، چهارمین قسمت از سری فیلم‌های هری‌پاتر، به عنوان موفق‌ترین فیلم انگلیسی سال ۲۰۰۵ میلادی معرفی شد.
- فیلم خیالی ای‌تی به کارگردانی استیون اسپیلبرگ در صدر فهرست بزرگ‌ترین فیلم‌های خانوادگی تاریخ سینمای جهان قرار گرفت.
- حذف سنگاپور از رقابت‌های اسکار
- نمایش فیلم سکس و فلسفه به کارگردانی محسن مخملباف در هفدهمین جشنواره بین‌المللی فیلم کوتاه پالم اسپرینگز.
- تریلر سیاسی مونیخ به کارگردانی استیون اسپیلبرگ باعث به وجود آمدن جنجال‌های فراوانی در جوامع یهودیان آمریکایی و اسرائیلی شد.
- فیلم انتقام زیس، آخرین قسمت از فیلم جنگ ستارگان به کارگردانی جورج لوکاس به‌عنوان موفق‌ترین فیلم سال ۲۰۰۵ میلادی معرفی شد.
- ونگ کار وای، کارگردان هنگ‌کنگی برای اولین بار در تاریخ جشنواره کن، به عنوان رئیس هیئت داوران شصت و دومین دوره از رقابت‌های کن انتخاب شد.
- جان استوارت، بازیگر کمدی سینمای آمریکا به‌عنوان مجری هفتاد و هشتمین مراسم اسکار معرفی شد.
- انجمن منتقدان فیلم آمریکا، فیلم کاپوته را به عنوان بهترین فیلم سال ۲۰۰۵ برگزید.
- نمایش فیلم کوتاه و مستند صندلی به کارگردانی محسن مخملباف در افتتاحیه جشنواره بین‌المللی فیلم کلرمون در فرانسه انتخاب شد.
- نمایش فیلم مستندی دربارهٔ خانواده محسن مخملباف در جشنواره بین‌المللی فیلم برلین.
- پنلوپه کروز، بازیگر سینمای اسپانیا، برنده جایزه فرهنگی دولت فرانسه شد.
- درگذشت شلی وینترز، بازیگر آمریکایی و برنده دو جایزه اسکار.
- پس از گذشت نیم قرن از ممنوعیت نمایش فیلم‌های هندی در پاکستان، فیلمی بالیوودی در سینماهای پاکستان به نمایش درآمد.
- کیدمن در حوزه دفاع از حقوق زنان، سفیر افتخاری سازمان ملل شد.
- انتشار خبر افتتاح پنجاه و نهمین جشنواره فیلم کن، با نمایش فیلم جنجال‌برانگیز کد داوینچی برگرفته از اثر پرفروش دان براون.
- تقدیر اتحادیه کارگردانان آمریکایی از انگ لی.
- لی تاموهوری، کارگردان نیوزیلندی و فیلم جیمزباندی روزی دیگر بمیر به دلیل اعمال غیراخلاقی راهی زندان شد.
- راشل مک‌آدامز، بازیگر کانادایی، مجری هفتاد و هشتمین مراسم جوایز اسکار در بخش دستاوردهای علمی و فنی شد.
- آغاز پروژه ساخت فیلمی براساس رمان جنجال‌برانگیز پرنس دیانا: شواهد پنهان که در آن ادعا شده‌است که پرنس دیانا، به دست نیروهای امنیتی به قتل رسیده‌است.
- حضور ساموئل جکسون در فیلمی با موضوع پیامدهای جنگ عراق.
- کمپانی فیلمسازی والت دیزنی بار دیگر امتیاز کارتون اوسوالد: خرگوش خوش‌شانس، معروف به جد میکی موس را به دست آورد.
- کاتولیک‌ها ضمن تهدید عوامل فیلم کد داوینچی، خواستار ایجاد تغییرات اساسی در این فیلم شدند.
- آکادمی علوم و هنرهای سینمایی در هفتاد و هشتمین سال برگزاری مراسم اسکار، تمبر یادبود هتی مک‌دانیل، بازیگر نقش مامی در فیلم برباد رفته را منتشر کرد.
- روبرتو بنینی، کارگردان جنجال‌برانگیز ایتالیا خبر از سفر دوباره خود به عراق به منظور ساخت پروژه بعدی خود داد.
- درگذشت ریچارد برایت، یکی از بازیگران آمریکایی که در هر سه قسمت فیلم مشهور پدر خوانده ایفای نقش کرده بود.
- پس از پایان پنجاه و ششمین جشنواره بین‌المللی فیلم برلین، بازیگران فیلم جاده‌ای به سوی گوانتانامو که در آن سیاست‌های آمریکا در رابطه با زندانیان زندان گوانتانامو به شدت مورد انتقاد قرار می‌گرفت، تحت عنوان اعمال قانون مبارزه با تروریسم در فرودگاه لوتون انگلستان ساعت‌ها توقیف و مورد بازپرسی قرار گرفتند.
- در اعتراض به جایگزینی دنیل کرایج به جای پیرس بروزنان در نقش جیمزباند، طرفداران پیرس بروزنان تهیه‌کنندگان فیلم جیمزباند را به بایکوت نسخه جدید این فیلم تهدید کرد.
- سرمایه‌گذاری ۱۰ ساله بی‌بی‌سی در سینمای انگلستان.
- درگذشت جک وایلد بازیگر نقش داگر در فیلم اولیور تویست و یکی از جوانترین نامزدهای اسکار.
- درگذشت دانا ریوز، بازیگر، خواننده و همسر کریستفر ریوز، بازیگر نقش سوپرمن.
- درگذشت گوردون پارکز، اولین کارگردان سیاهپوست هالیوود.
- دو فیلم عشق و فلسفه به کارگردانی محسن مخملباف و به پدر شب به خیر بگو به کارگردانی فرناندو ورگاس به دلیل عدم تحویل در زمان مقرر، از شرکت در هفتاد و هشتمین مراسم اسکار محروم شدند.
- انتخاب ویتزلاو جانداک، یکی از بازیگران مشهور سینمای چک در دوران حکومت کمونیست، به عنوان وزیر فرهنگ دولت جمهوری چک.
- استیون اسپیلبرگ گفت: انتخاب دوباره جورج بوش سمت و سوی اکثر فیلم‌ها را سیاسی کرده‌است.

## فروش فیلم‌ها
در سال ۲۰۰۵ فیلم‌هایی پرفروشی نظیر هری پاتر و جام آتش و جنگ ستارگان قسمت سوم: انتقام سیت ساخته شد. همچنین فیلم‌هایی ستایش شده نظیر سربه‌راه باش و کوهستان بروکبک در این سال ساخته شدند. اما شاید پرسروصداترین فیلم بتمن آغاز می‌کند باشد.
| رتبه | فیلم                             | فروش (دلار)  |
| ---- | -------------------------------- | ------------ |
| ۱    | هری پاتر و جام آتش               | ۸۹۵٫۹۲۱٫۰۳۶  |
| ۲    | جنگ ستارگان قسمت سوم: انتقام سیت | ۸۴۸٫۷۵۴٫۷۷۶۸ |
| ۳    | سرگذشت نارنیا: شیر، کمد و جادوگر | ۷۴۵٫۰۱۱٫۲۷۲  |
| ۴    | جنگ دنیاها                       | ۵۹۱٫۷۴۵٫۵۴۰  |
| ۵    | کینگ کونگ                        | ۵۵۰٫۵۱۷٫۳۵۷  |
| ۶    | ماداگاسکار                       | ۵۳۲٫۶۸۰٫۶۷۱  |
| ۷    | آقا و خانم اسمیت                 | ۴۷۸٫۲۰۷٫۵۲۰  |
| ۸    | چارلی و کارخانه شکلات‌سازی        | ۴۷۴٫۹۶۸٫۷۶۳  |
| ۹    | بتمن آغاز می‌کند                  | ۳۷۱٫۸۵۳٫۷۸۳  |
| ۱۰   | هیچ                              | ۳۶۸٫۱۰۰٫۴۲   |

## جوایز
در حیطه جوایز سال ۲۰۰۵، به موفقیت چشمگیر فیلم کوهستان بروکبک می‌توان اشاره کرد. این فیلم در رشته‌های کارگردانی، مکمل و اصل بازیگر مرد، بهترین فیلم سال، بهترین فیلم نامه اقتباسی و بهترین موسیقی نامزد شد که ۳ تای آن را برد همچنین این فیلم در جوایز بفتا و گلدن گلوب بهترین فیلم سال را برد.

### اسکار
- بهترین فیلم:تصادف
- بهترین کارگردان:آنگ لی
- بهترین بازیگر مرد:فیلیپ سیمور هافمن
- بهترین بازیگر نقش مکمل مرد:جورج کلونی
- بهترین بازیگر زن:ریس وبدرسون
- بهترین بازیگر نقش مکمل زن:راشل ویتس
- بهترین انیمیشن سال:والاس و گرومیت:نفرین خرگوش نما
- بهترین فیلمنامه اقتباسی:لری مک مورفی و دیانا ازانا
- بهترین فیلمنامه اصیل:پل هاکیس و روبرت مورسکو
- بهترین میکس صدا:کریستوفر بویز، مایکل سمانیک، مایکل هجز

### گلدن گلوب
- درام

بهترین فیلم:کوهستان بروکبک
بهترین بازیگر مرد:فیلیپ سیمور هافمن
بهترین بازیگر زن:فیلیکتی هافمن
- کمدی یا موزیکال:

بهترین فیلم:از روی خط برو
بهترین بازیگر مرد:جوکیون فنیکس
بهترین بازیگر زن:ریس ویترسبون

### بفتا
-بهترین فیلم:کوهستان بروکبک
-بهترین بازیگر مرد:فیلیپ سیمور هافمن
-بهترین بازیگر زن:ریس ویترسبون

### تمشک طلایی
- بدترین فیلم:عشق کثیف
- بدترین بازیگر نقش اول مرد:راب اشنایر
- بدترین بازیگر نقش مکمل مرد:هایدن کریستینس
- بدترین بازیگر زن:جنی مک‌کارتی
- بدترین بازیگر نقش مکمل زن:پاریس هیلتون
- بدترین کارگردانی:جان اشر